# José Miguel Gallardo

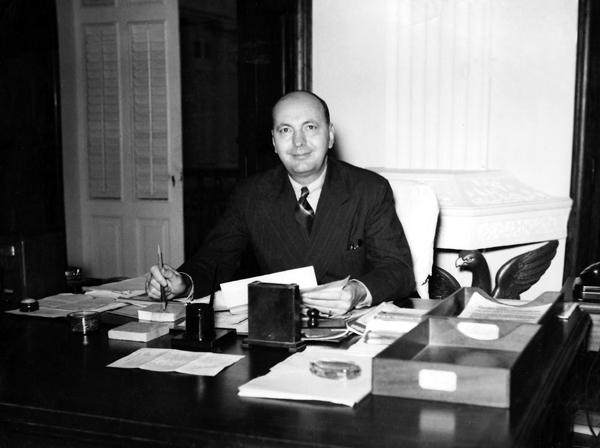
José Miguel Gallardo

José Miguel Gallardo  (* 29. September 1897 in San Germán; † 18. Juli 1976 in San Juan) war ein puerto-ricanischer Politiker. In den Jahren 1940 und 1941 war er zweimal kommissarischer Gouverneur von Puerto Rico.

## Werdegang
Über die Jugend und Schulausbildung von José Gallardo ist nichts überliefert. Während des Ersten Weltkrieges diente er in der US Army. Er war als Lehrer und später als Professor an der Universität von Puerto Rico tätig. Politisch schloss er sich der Demokratischen Partei an. Zwischen 1937 und 1945 war er Bildungsminister von Puerto Rico. Dabei setzte er sich für eine zweisprachige Erziehung der Kinder seiner Heimat ein. Gallardo gehörte auch der American Association of University Professors und der Reserve Officers Association an. Er war auch Mitglied einer Freimaurerloge. Mit seiner Frau Ida verbrachte er die meiste Zeit seines Lebens in Río Piedras.
Gallardo wurde zweimal zum kommissarischen Gouverneur von Puerto Rico ernannt. Zunächst hatte er diese Funktion zwischen dem 28. November 1940 und dem 3. Februar 1941 inne, dann nochmals vom 24. Juli bis zum 19. September 1941. In der Zwischenzeit übte der frühere Kongressabgeordnete aus Pennsylvania, Guy J. Swope, dieses Amt aus. Nach dem japanischen Angriff auf Pearl Harbor am 7. Dezember 1941 war José Gallardo für die Umstellung seines Territoriums auf Verteidigungsmaßnahmen zuständig.